# Valdemoreno
Valdemoreno es un poblado de hidroeléctrica perteneciente al municipio de Valdecañas de Tajo (donde es conocido como "el salto"), en la provincia de Cáceres, Comunidad Autónoma de Extremadura (España). Se sitúa junto a las instalaciones del embalse en el río Tajo.

## Demografía
Sus datos de población han sido los siguientes:
- 2002: 3 habitantes
- 2005: 10 habitantes
- 2008: 10 habitantes
- 2011: 12 habitantes
- 2014: 21 habitantes

## Transporte
El núcleo de población está atravesado por la carretera provincial CC-144, que une la capital municipal con Belvís de Monroy. Al oeste sale una carretera que lleva a la Autovía del Suroeste a la altura de Almaraz.